# Goose Cove East
Goose Cove East es un pueblo canadiense situado en la provincia de Terranova y Labrador.

## Superficie
Goose Cove East tiene una superficie de 2,71 km².

## Demografía
En 2021, tenía 172 habitantes, una densidad poblacional de 63,5 hab./km², y 87 viviendas.